# Embraer KC-390
Embraer KC-390 dvomotorno  vojaško reaktivno transportno letalo. Trenutno ga razvija brazilsko letalsko podjetje Embraer. Uporabljal se bo za prevoz tovora (do 21 ton) in vojakov, lahko bo prečrpaval gorivo drugim letalom, lahko pa tudi sam sprejemal gorivo za dolge lete.
Leta 2006 je Embraer začel s študijo vojaškega transportnega letala s kapaciteto podobno ameriškemu Lockheed Martin C-130 Hercules. Aprila 2007 so dali letalu oznako C-390. Transportno letalo bo imelo nekaj tehnologije iz potniških reaktivnih letal Embraer E-Jet. Imel bo rampo na repu za lažje rokovanje s tovorom.
Podpredsednik Embraerja Luís Carlos Aguilar trdi, da bo treba v naslednjem desetletju zamenjati okrog 700 vojaških transportnih letal in je zato tržišče za ta letala zelo veliko. Cena za letalo naj bi bila 50 milijonov USD, manj kot na primer C-130J za 62 milijonov.
Oblikovalci so preučevali možnost vgradnje različnih motorjev v razredu moči 75,6 do 98 kN, PW6000, BR715 in IAE V2500, na koncu so izbrali slednjega.

## Tehnične specifikacije (KC-390)
- Posadka: 2
- Kapaciteta: 80 potnikov;  64 vojakov; 6 palet (68" X 108") ali 74 nosil za ranjence;
- Prostor za tovor: 17,75 m X 3,45 m X 2,9 m
- Tovor: 23,6 tons (52 029 lb)
- Dolžina: 33,91 m (111,3 ft)
- Razpon kril: 35,06 m (115 ft)
- Višina: 10,26 m (33,8 ft)
- Naložena teža: 74,0 ton (163 142 lb)
- Maks. vzletna teža: 81,0 ton (178 574 lb)
- Motorji: 2 × IAE V2500-E5 turbofan, 120-129 kN (27 000-29 000 funtov) vsak
- Kapaciteta goriva: 37 4 ton (74 800 lb, 33 929 kg)

- Maks. hitrost: Mach 0,8 (300 KCAS, 850 km/h)
- Dolet: 2 600 nmi (4 815 km, 2 992 mi)(z 13 335 kilogramskim (29 399 lb) tovorom)
- Dolet z maks. tovorom: 1 400 nmi (2 593 km, 1 611 mi)
- Največji dolet: 3 250 nmi (6 019 km, 3 740 mi)
- Višina leta (servisna): 36 000 ft (10 973 m)